# Leptophatnus pseudominor
Leptophatnus pseudominor là một loài tò vò trong họ Ichneumonidae.